# Buscador de escritorio
Un buscador de escritorio es una herramienta informática que busca documentos en un ordenador personal (en lugar de hacerlo en Internet) como por ejemplo el historial de navegación web, archivos de correo electrónico, documentos de texto, archivos de sonido, de imágenes o de vídeo.
A medida que pasa el tiempo y la tecnología avanza la capacidad de almacenamiento de los discos duros es más grande. Esto conlleva que el volumen de información que el usuario puede tener guardado se haga muy difícil de controlar y que cuando tenga que buscar un archivo no lo encuentre. Por este motivo han surgido varios buscadores de escritorio, que siguen la misma idea que un buscador de Internet.

## Tecnología
Un motor de búsqueda de escritorio típico incluye un indexador que rastrea el disco duro en busca de archivos existentes. Cuando encuentra un archivo extrae la siguiente información y la guarda en un archivo de índice:
- La localización jerárquica al disco duro del archivo.
- Metadatos (el nombre, el tipo, la extensión, las palabras clave del archivo, etc.).

Una vez los documentos existentes han sido indexados, el rastreador indexa los nuevos documentos en tiempo real. Durante las búsquedas, el motor de búsqueda relaciona las consultas realizadas por el usuario con los elementos indexados (mira en el archivo de índice) para encontrar los archivos más rápidamente. Finalmente muestra por pantalla los resultados obtenidos.
El hecho de indexar archivos supone un cierto consumo de espacio en disco, por ejemplo, en el caso del buscador Beagle puede suponer entre un 5 y un 10% del tamaño de los datos.

## Objetivos
La búsqueda de escritorio se hace muy complicada debido a que existen muchos tipos de archivos, los cuales pueden ser estructurados o no estructurados.
Los estructurados (bases de datos o documentos de texto con etiquetas incrustadas) suelen ser más fáciles de encontrar que los no estructurados (archivos de música, imágenes o vídeo) ya que estos últimos no contienen texto.
Por lo tanto, uno de los objetivos de un buscador de escritorio es poder reconocer diferentes tipos de archivos. Esto se consigue mediante el uso de filtros que interpretan los formatos de archivos seleccionados. Por ejemplo, un filtro de Microsoft Office podría ser utilizado para buscar dentro de documentos de Microsoft Office.
Otro objetivo importante es que los motores de búsqueda no carguen demasiado la memoria y los recursos del ordenador, por lo tanto deben ser lo más eficientes posible.
De todos los buscadores de escritorio que existen en el mercado, la gran mayoría adopta las siguientes pautas de trabajo de cara al usuario:
- Definir la consulta a realizar con el mínimo de palabras clave.
- Recuperar la información de un conjunto de documentos que están relacionados de alguna manera con la consulta realizada.
- Presentar al usuario estos documentos ordenados de una manera primaria.
- Permitir reordenar la lista de documentos presentados (por fecha de último acceso, nombre de archivo, etc.).

El último punto, a pesar de ser de fácil implementación, a veces no se incluye y el buscador sólo ofrece una única lista ordenada (por ejemplo Google Desktop o Spotlight).

## Mejoras
Hoy en día los buscadores de escritorio son más eficientes que hace una década. Esta mejora se podría clasificar de la siguiente manera:
- Búsqueda de diferentes formatos al mismo tiempo. Los primeros buscadores de escritorio solamente permitían buscar un archivo con un formato concreto. Actualmente se pueden realizar búsquedas sobre diversos formatos al mismo tiempo.
- Visualización de resultados más rápida. Motores de búsqueda mucho más eficientes y rápidos.
- Diseño centrado en el usuario. Anteriormente el usuario tenía que elegir entre buscar un documento en un formato o en otro, en poner el nombre del archivo completo o una parte o incluso debía especificar la fecha de la última modificación ... es decir, el usuario debía introducir muchos datos en el buscador para que éste le retornara unos resultados en un plazo de tiempo razonable. Era un diseño centrado en la máquina. Actualmente los buscadores permiten reducir el trabajo al usuario hasta un mínimo evitando así que tenga que introducir muchos datos.
- Búsqueda incremental (search as you type ). Los buscadores de escritorio más recientes empiezan a buscar desde que el usuario pulsa la primera tecla de la consulta. Esto permite que (a) el usuario y el ordenador no se tengan que esperar el uno al otro (b) el usuario sabe lo que escribe y puede dejar de hacerlo si encuentra el archivo antes de termine de escribir (c) el usuario recibe una constante contestación (si es necesario puede corregir errores de escritura o volver a definir su búsqueda sin interrumpir el ordenador).

## Software relevante
A continuación se muestra una tabla con algunos de los buscadores de escritorio más relevantes actualmente.
| Nombre                  | Sistema Operativo                 | Características relevantes | Última versión                     |
| ----------------------- | --------------------------------- | --- | ---------------------------------- |
| Spotlight               | Mac OS X 10.5 (Leopard)           | - Reduce la búsqueda indicando la fecha de creación, fecha de modificación, el tamaño y otros atributos. - Introduce los operadores lógicos Y, NOT y OR en las búsquedas. - Busca sobre otras máquinas conectadas en red siempre y cuando éstas tengan habilitada la opción de compartir archivos. | Incluido en 10.5 / octubre de 2007 |
| Copernic Desktop Search | Microsoft Windows XP/ Vista/ 2003 | - Aplicación intuitiva y sencilla de utilizar. - Muestra los resultados a medida que introduces la palabra a la consulta (Search as you type). - Permite crear nuevos plug-ins que encuentran otros tipos de archivos.                                                                             | 3.0 / septiembre de 2008           |
| Google Desktop          | Multiplataforma                   | - Aplicación simple y gratuita. - Permite indexar otros tipos de archivos instalando plug-ins adicionales. | 5.8.809.23506 / octubre de 2008    |
| Windows Search          | Microsoft Windows XP/ Vista/ 2003 | - Tiempo de respuesta un 33% más rápido que las versiones anteriores. - Permite la indexación remota de archivos en máquinas sin importar la versión de Windows utilizada. | 4.0 / junio de 2008                |
| Beagle                  | Linux                             | - Indexación en tiempo real. | 0.3.8 / julio de 2008              |
| Strigi                  | Multiplataforma                   | | 0.6.95                             |